# Karl Levin von Trümbach

Wappen der Familie Trümbach zu Wehrda

Karl Levin von Trümbach (* 5. September 1718 in Wehrda; † 2. Mai 1779 in Kassel) war ein hessen-kasselscher Generalleutnant.

## Leben
Karl Levin von Trümbach entstammte einem Rittergeschlecht das im Dorf Wehrda in der Buchonia – zwischen den Territorien der Reichsabtei Hersfeld und der Reichsabtei Fulda gelegen – im heutigen Hessen ansässig war. Die Trümbachs werden nach ihrer Loslösung vom Fuldaer Abt zum „Buchisches Quartier“ des Ritterkanton Rhön-Werra der (fränkischen) Reichsritterschaft gezählt. Seine Eltern waren Adam Christoph von Trümbach (1676–1747) und dessen Frau Sophia Luisa, geborene von Baumbach auf Kirchheim (1707–1762).
Am 15. Mai 1732 wurde er Kadett im Grenadierregiment der hessen-kasselschen Armee. Bis Mitte Juli 1745 stieg er zum Kapitän auf und war ab dem 29. August 1747 Chef der Kompanie „von Schlotheim“. Am 24. Dezember 1757 wurde er Major und zur Armee von Wuttgenau versetzt. Am 8. Juli 1759 folgte seine Beförderung zum Oberstleutnant und am 17. April 1761 zum Oberst. Am 10. Mai 1766 wurde er Generalmajor und Chef des Leib-Infanterieregimentes ernannt. Am 24. September 1778 wurde er Generalleutnant und erhielt am 25. September das Regiment „Wölwarth“. Das Regiment kämpfte später in Amerika.
Sein Landesherr vermietete seine Truppen immer wieder an fremde Mächte, so kämpfte auch Trümbach in verschiedensten Kriegen:
- 1743 am Rhein im britischen Sold: Österreichischer Erbfolgekrieg
- 1744/45 in Bayern im Dienste des wittelsbachschen Kaisers: Karl VII. Zweiter Schlesischer Krieg
- 1745 in Brabant Österreichischer Erbfolgekrieg
- 1746 in Schottland im britischen Sold: Zweiter Jakobitenaufstand
- 1747/48 in Holland gegen die Franzosen: Österreichischer Erbfolgekrieg